# Najas liberiensis
Najas liberiensis är en dybladsväxtart som beskrevs av Horn. Najas liberiensis ingår i släktet najasar, och familjen dybladsväxter. Inga underarter finns listade.